# Лудеак (кантон)
Лудеа́к (фр. Loudéac) — кантон во Франции, находится в регионе Бретань, департамент Кот-д’Армор. Входит в состав округа Сен-Бриё.

## История
До 2015 года в состав кантона входили коммуны:
| Коммуна     | Население, чел. (1999) | Почтовый индекс | Код INSEE |
| ----------- | ---------------------- | --------------- | --------- |
| Ла-Мот      | 1773                   | 22600           | 22155     |
| Лудеак      | 9371                   | 22600           | 22136     |
| Сен-Карадек | 1144                   | 22600           | 22279     |
| Сен-Модан   | 411                    | 22600           | 22314     |
| Треве       | 1312                   | 22600           | 22376     |
| Эмонтуар    | 639                    | 22600           | 22075     |

В результате реформы 2015 года состав кантона был изменен. В его составе остались только две коммуны и добавились все коммуны упраздненного кантона Ла-Шез.
С 1 января 2016 года состав кантона снова изменился: коммуны Ла-Ферьер и Племе образовали новую коммуну Ле-Мулен; с 1 января 2018 года она стала называться Племе.

## Состав кантона с 22 марта 2015 года
В состав кантона входят коммуны (население по данным Национального института статистики за 2019 г.):
- Коэтлогон (211 чел.)
- Ла-Пренессе (879 чел.)
- Ла-Шез (554 чел.)
- Ле-Камбу (417 чел.)
- Лудеак (9 605 чел.)
- Племе (3 697 чел.)
- Плюмьё (1 024 чел.)
- Сен-Барнабе (1 238 чел.)
- Сен-Модан (403 чел.)
- Сент-Этьен-дю-Ге-де-л’Иль (351 чел.)

## Население
Население кантона на 2006 год составляло 15 291 человек.
| 1962   | 1968   | 1975   | 1982   | 1990   | 1999   | 2006   | 2016   |
| ------ | ------ | ------ | ------ | ------ | ------ | ------ | ------ |
| 10 619 | 11 750 | 13 756 | 14 930 | 15 166 | 14 650 | 15 291 | 18 343 |

## Политика
На президентских выборах 2022 г. жители кантона отдали в 1-м туре Эмманюэлю Макрону 31,8 % голосов против 26,1 % у Марин Ле Пен и 16,5 % у Жана-Люка Меланшона; во 2-м туре в кантоне победил Макрон, получивший 57,6 % голосов. (2017 год. 1 тур: Эмманюэль Макрон – 25,4 %, Франсуа Фийон и Марин Ле Пен – по 20,5 %, Жан-Люк Меланшон – 17,5 %; 2 тур: Макрон – 68,6 %. 2012 год. 1 тур: Франсуа Олланд — 28,4 %, Николя Саркози — 23,8 %, Марин Ле Пен — 18,3 %; 2 тур: Олланд — 54,2 %).
С 2015 года кантон в Совете департамента Кот-д’Армор представляют член совета города Лудеак Беатрис Буланже (Béatrice Boulanger) и экс-мэр коммуны Племе, бывший президент Совета Ромен Бутрон (Romain Boutron) (оба — Республиканцы).
|                | Кандидаты                    | Партия                   | Первый тур | Первый тур     | Второй тур | Второй тур |
| Кол-во голосов | Кандидаты                    | Партия                   | % голосов  | Кол-во голосов | % голосов  |            |
| -------------- | ---------------------------- | ------------------------ | ---------- | -------------- | ---------- | ---------- |
|                | Беатрис Буланже Ромен Бутрон | Республиканцы            | 3 116      | 64,25          | 3 521      | 71,25      |
|                | Гаэль Гуэру Антуан Равар     | Разные левые             | 1 102      | 22,72          | 1 421      | 28,75      |
|                | Натали Геэннёк Маэль Кет     | Национальное объединение | 632        | 13,03          |            |            |

|                | Кандидаты                       | Партия                    | Первый тур | Первый тур     | Второй тур | Второй тур |
| Кол-во голосов | Кандидаты                       | Партия                    | % голосов  | Кол-во голосов | % голосов  |            |
| -------------- | ------------------------------- | ------------------------- | ---------- | -------------- | ---------- | ---------- |
|                | Беатрис Буланже Ромен Бутрон    | Союз за народное движение | 3 611      | 49,20          | 4 536      | 61,68      |
|                | Жан-Поль Дюо Клеманс Жуан       | Разные левые              | 2 465      | 33,59          | 2 818      | 38,32      |
|                | Жеральдин Ильон Кристоф Каэжбёр | Национальный фронт        | 1 263      | 17,21          |            |            |